# Малајски тапир
Малајски тапир, азијски тапир или оријентални тапир (лат. Tapirus indicus) је највећа врста тапира и једина која живи у Азији. Дугачак је 180-240 цм, висок 90-110 цм и тежак 250-320 кг. Женке су обично веће од мужјака. Препознатљив је по белом појасу, који се протеже од рамена до тртице. Остатак тела је црн. Слабо види, али има изванредан осећај слуха и мириса.
Води усамљенички начин живота, обично близу воде, где се често купа. Углавном је активан ноћу. Храни се лишћем и младицама. Женке рађају једног младунца сваке друге године. Као и код осталих врста тапира, младунци су смеђи са белим тачкама и пругама.
Живи у тропским кишним шумама југоисточне Азије. Најчешћи је на Малајском полуострву и Суматри.